# 马安山站
馬安山站，前稱馬鞍山站，是深圳地鐵11號線一個營運中的車站。車站位於中華人民共和國廣東省深圳市寶安區沙井街道马安山社区寶安大道，是一個架空車站。

## 車站結構
| 地上三层          | 月台   | \| \| \| 11號線往碧头（沙井） \| \| 島式 · 開左邊车门 \| \| \| \| \| \| 11號線往华强南（塘尾） \| |
| 地上二层          | 站厅   | 售票机、客务中心                                                                                  |
| 地面              | 設備層 | 出入口                                                                                            |
|                   |        | 11號線往碧头（沙井）                                                                              |
| 島式 · 開左邊车门 |        |                                                                                                   |
|                   |        | 11號線往华强南（塘尾）                                                                            |

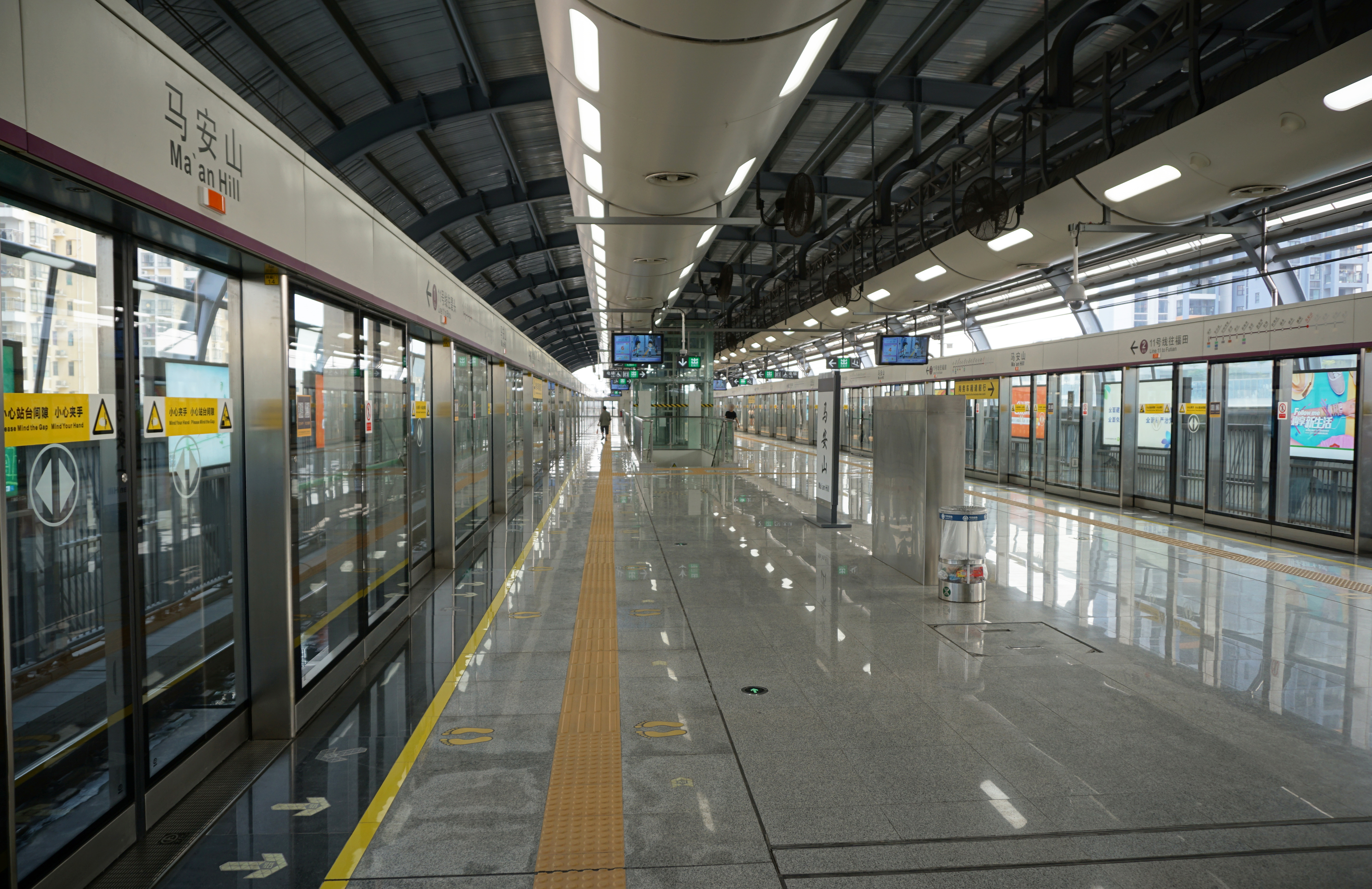
站台
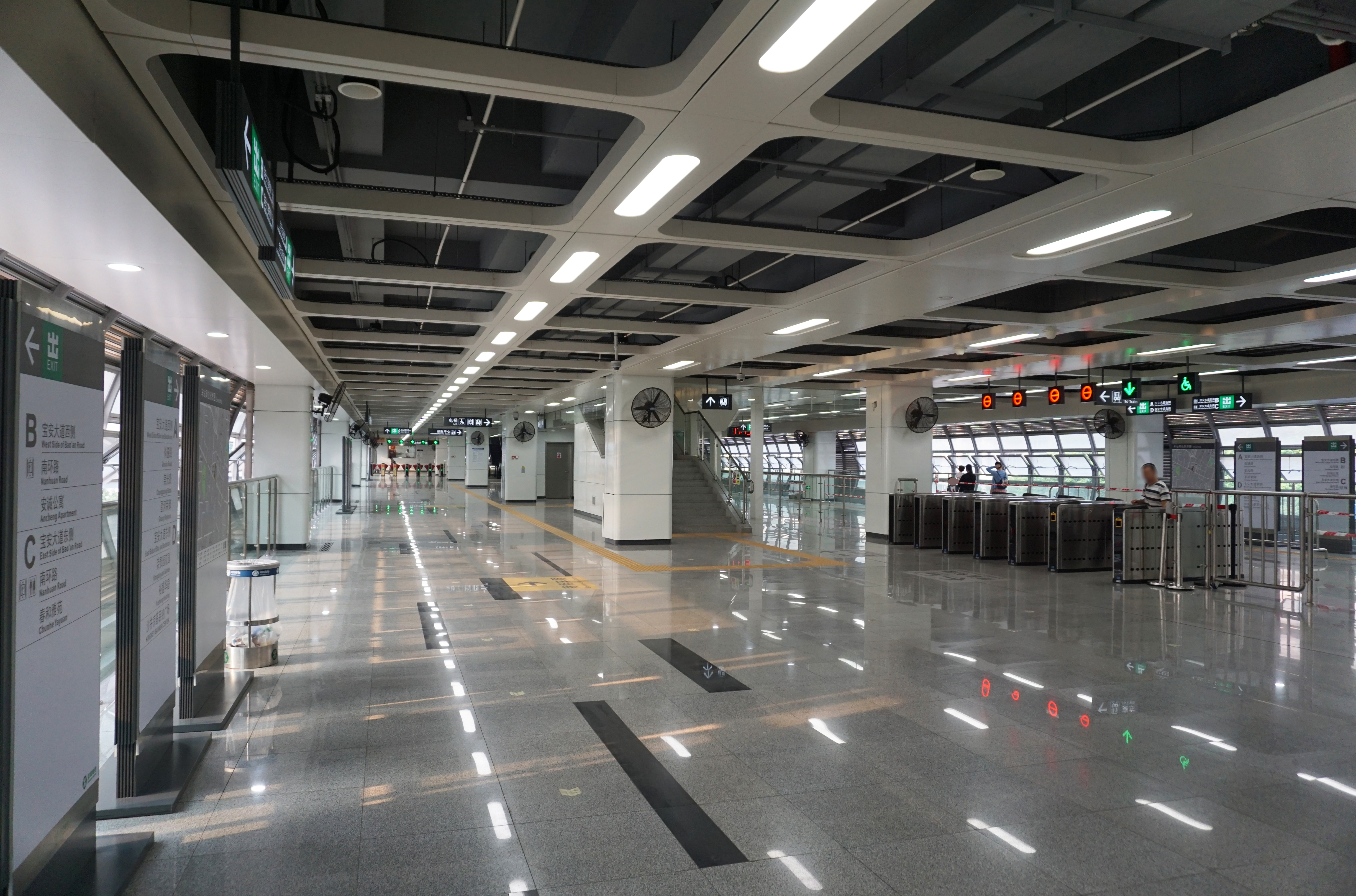
站廳
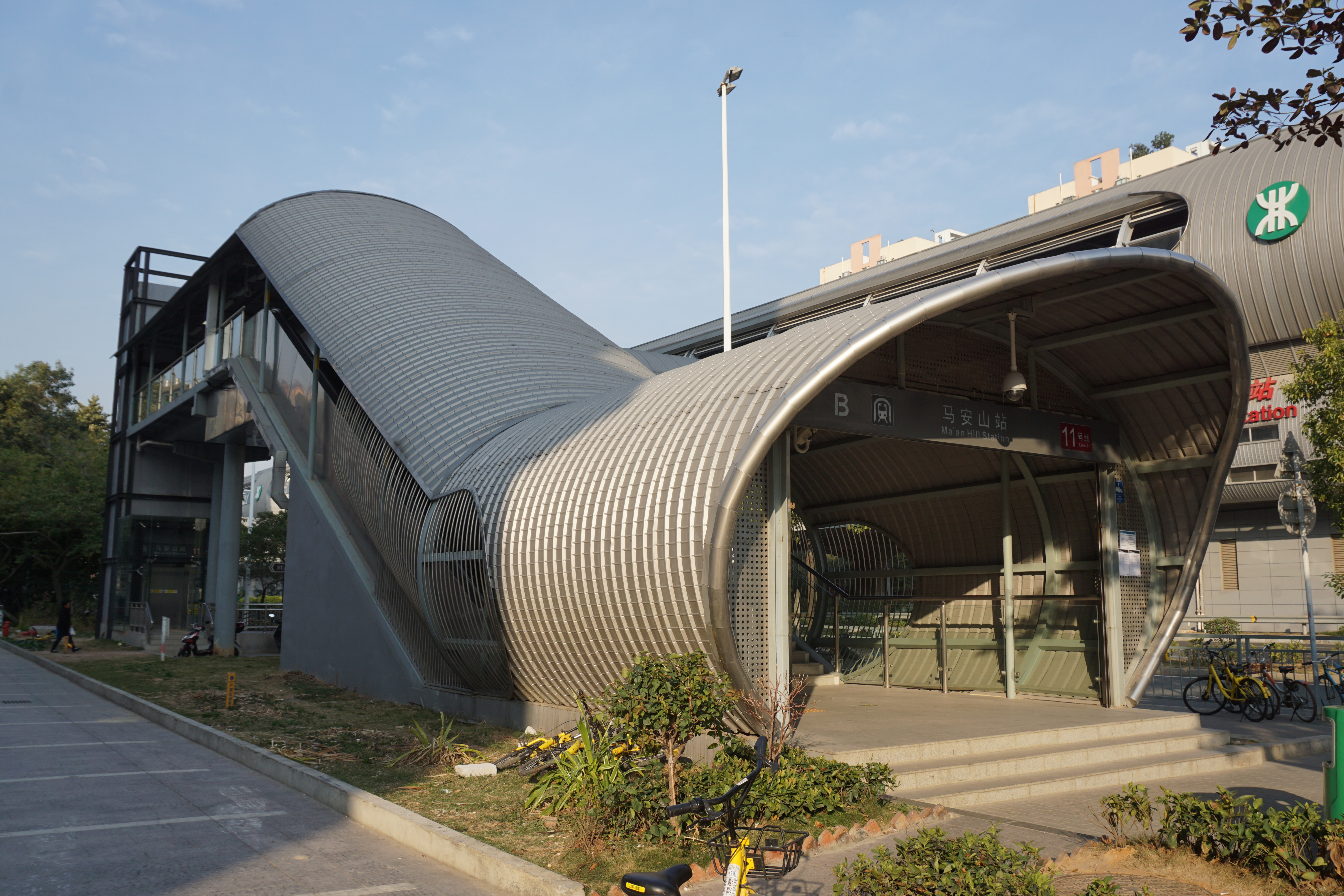
B出入口